# Proyecto de Confianza en las Vacunas
El Proyecto de Confianza en las Vacunas (en inglés Vaccine Confidence Project, VCP), fundado en 2010 por Heidi Larson, se desarrolló en respuesta a la vacilación y desinformación sobre los programas de vacunación, como los que provocaron un boicot a los esfuerzos de erradicación de la poliomielitis en el norte de Nigeria en 2003-04. Es un sistema de alerta temprana para identificar y evaluar la confianza del público en las vacunas, con el fin de abordar el problema de manera temprana, cuando es probable que sea manejable.
Ubicado en el Centro de Vacunas de la Escuela de Higiene y Medicina Tropical de Londres, el VCP utiliza una herramienta de diagnóstico que encuentra lo que desencadena los rumores de vacunas, examina y evalúa qué propaga esos rumores y calcula el impacto potencial. Es miembro de la Red de Seguridad de Vacunas, un proyecto liderado por la Organización Mundial de la Salud.

## Orígenes
El proyecto de confianza en las vacunas fue fundado en 2010 por Heidi Larson, y se desarrolló en respuesta a rumores e información errónea sobre las vacunas, como los que provocaron un boicot a los esfuerzos de erradicación de la poliomielitis en el norte de Nigeria en 2003–04. Se encuentra en el Centro de Vacunas de la Escuela de Higiene y Medicina Tropical de Londres. Entre los financiadores de la industria, el proyecto cuenta con el apoyo de los fabricantes de vacunas GlaxoSmithKline, Merck & Co. y Johnson & Johnson, así como de la Federación Europea de Industrias y Asociaciones Farmacéuticas y la Iniciativa de Medicamentos Innovadores financiada por la industria.

## Propósito
El propósito del proyecto es monitorear la confianza del público en los programas de inmunización mediante la creación de un sistema de vigilancia de la información para la detección temprana de las preocupaciones del público en torno a las vacunas.
El VCP es un sistema de alerta temprana que identifica y evalúa la confianza del público en las vacunas, con capacidades de seguimiento en unos 63 idiomas. Su objetivo es abordar los problemas temprano, cuando es probable que sean manejables, porque como explica Larson: «la detección temprana y la respuesta oportuna a los rumores sobre la vacuna pueden prevenir la pérdida de confianza pública en la inmunización». A continuación, pretende informar a los responsables políticos de sus conclusiones.

## Investigación
El VCP es miembro de la Red de Seguridad de Vacunas, un proyecto liderado por la Organización Mundial de la Salud. Sus investigadores y miembros del equipo incluyen antropólogos, analistas digitales, epidemiólogos y psicólogos. En 2011, una investigación del VCP encontró que la negativa a vacunarse contra la poliomielitis aumentó en las áreas dominadas por los talibanes de Baluchistán y las áreas tribales luego de los rumores sobre los programas de erradicación de la poliomielitis, desencadenados por la historia de la falsa campaña de inmunización de la CIA en la búsqueda de Osama bin Laden. En la primavera de 2020, el VCP realizó una encuesta sobre las actitudes de las personas hacia una vacuna contra la COVID-19. El siguiente septiembre, en The Lancet, el VCP publicó el mayor estudio conocido sobre modelos de confianza en vacunas. El estudio analizó datos sobre la importancia, la eficacia y la seguridad de las vacunas en 290 encuestas nacionales de 284 381 adultos en 149 países y encontró una gran variación en todo el mundo.